# Marvel Super Heroes vs. Street Fighter
Marvel Super Heroes vs. Street Fighter (abbreviato MSHvSF o MSHSF) è un videogioco picchiaduro ad incontri 2D sviluppato e distribuito da Capcom, che presenta, nel ruolo di combattenti, personaggi di Street Fighter e dell'Universo Marvel.
Questo gioco presenta la modalità tag che permette di cambiare il personaggio giocante con l'altro in attesa durante il  combattimento, concedendo un po' di recupero al primo.

## Nuove caratteristiche
Sono state apportate molte modifiche sia nella grafica sprite dei personaggi che nelle meccaniche di gioco:
- animazioni più fluide
- personaggi più dettagliati
- giocabilità molto frenetica
- possibilità di Tag Team simultaneo

È inoltre possibile scegliere due modalità di gioco differenti: 
- Easy, che permette di usare le tecniche speciali premendo tre volte consecutivamente uno dei sei tasti del gamepad
- Normal, dove i giocatori devono utilizzare le combinazioni specifiche di tasti e pulsanti in breve tempo.

## Personaggi
Come già detto, il gioco presenta personaggi di due serie distinte, che qui vanno a incontrarsi e scontrarsi in duelli all'ultimo sangue.

### Personaggi diStreet Fighter
- Akuma

Akuma è il nemico principale di Ken e Ryu, assassino del loro maestro Gouken; il suo obiettivo principale è raggiungere la perfezione nel combattimento.
- Cyber Akuma

Cyber Akuma è il boss finale del gioco; è Akuma che, rapito da Apocalisse, ha subito numerosi interventi chirurgici ed installazioni di componenti meccaniche che l'hanno reso molto più potente. Tale apparizione è esclusiva del singolo MSHvsSF.
- Chun-Li

Agente dell'Interpol, amica intima di Ryu e Ken, è sempre alla ricerca del capo criminale della Shadoloo, M.Bison, perché assassinò suo padre quando lei era poco meno che diciottenne; giovane e bella, il suo aspetto non tragga in inganno: è forte quanto un uomo.
- Dan

La caricatura di Bobbito García, personaggio di The King of Fighters, è stato potenziato leggermente e le sue mosse sono tutte delle caricature ricche di humor.
- Dhalsim

Stregone proveniente dall'India, è in grado di allungare a dismisura il suo corpo grazie al controllo del Chakra e ad uno speciale allenamento. Combatte per riportare la pace e cancellare il male dalla terra.
- Ken

Amico di Ryu, Ken abita felicemente in America assieme alla sua fidanzata Eliza, ma quando M. Bison lo va a cercare per renderlo suo sottoposto col lavaggio del cervello, torna a combattere.
- M. Bison

Capo della Shadoloo, Bison è avido di potere e desidera far del mondo il suo regno: sleale, malvagio e senza pietà, il leader di Shadowlaw in questo capitolo combatte per testare le sue abilità e per mettere in prova Shadow, un Cyborg di sua costruzione.
- Ryu

Ryu viaggia per il mondo per apprendere al meglio nuove tecniche e per testare le sue abilità contro avversari sempre più forti; è fortemente legato da un'amicizia profonda con Ken Masters ed è continuamente perseguitato da M. Bison, che lo vuole come futuro corpo per contenere la sua anima.
- Sakura

Pimpante ed allegra ragazzina di 16 anni; Sakura sogna di diventare una campionessa nell'arte dell'Hado, ma è ancora agli inizi e, grazie ad un abile gioco di persuasione, si farà aiutare da Ryu che sarà il suo Sensei (maestro).
- Zangief

Zangief è un campione di wrestling russo, che approfitta del suo corpo massiccio per rendere onore alla nazione. In realtà è un agente segreto inviato dal governo russo per scoprire quali sono i piani di M. Bison.

### Personaggi Marvel
- Apocalisse (vero nome En Sabah Nur)

Mutante nato nell'antico Egitto (3000 a.C.), grazie ai suoi poteri è potuto rimanere in vita per tantissimi anni, ma nel 1800 a.C. circa, si ibernò perché fu infettato da un virus per colpa di un suo nemico; durante l'ibernazione il suo corpo muta rendendolo gigantesco. Mid-boss.
- Cuore Nero

È un demone dell'inferno, precisamente il figlio di Mefisto, il re degli inferi.
- Capitan America

Capitan America è un eroe americano ideato dalla Marvel e completamente devoto al bene. Prima di diventare un eroe, era Steve Rogers, un aspirante soldato dell'esercito americano, rifiutato dall'esercito perché troppo magro. Si offrì come cavia per un esperimento rivoluzionario, votato a creare il soldato perfetto. In seguito al successo dell'esperimento e alla morte dello scienziato che aveva ideato la formula del siero del supersoldato, Steve entrò nell'esercito con il nome di Capitan America. Non ha superpoteri naturali, ma il siero gli ha garantito forza, velocità e longevità sovrumane. Il suo famosissimo scudo può essere lanciato come un boomerang.
- Ciclope

È il leader sul campo degli X-Men. Può sparare un potente raggio dagli occhi ed è un grande stratega.
- Mefisto

Padre di Blackheart e re degli inferi.
- Omega Red

Un supersoldato russo nemico degli X-Men, specialmente di Wolverine. Il suo vero nome è Arkady Rossovich.
- Hulk

Hulk, alias Bruce Banner, era un semplice scienziato, finché l'esplosione di una bomba sperimentale modificò la sua struttura genetica. Ogni qual volta si arrabbia, si tramuta in un potente gigante verde, i cui movimenti sono guidati dalla furia.
- Shuma-Gorath

Una grossa piovra demoniaca. La parte centrale del suo corpo è un unico grande occhio, circondato dai tentacoli.
- Uomo Ragno

Alter ego di Peter Parker, giornalista. Divenne un supereroe dopo essere stato morso da un ragno radioattivo.
- Wolverine

Mutante canadese, potenzialmente immortale. Il suo fattore di guarigione gli permette di guarire istantaneamente le sue ferite e il suo scheletro è stato riempito di adamantio, una lega metallica indistruttibile. Possiede tre lunghi artigli retrattili su ciascun braccio, che gli escono dal dorso della mano quando stringe i pugni.

### Personaggi bonus
Nella versione europea per PlayStation, dopo aver completato la modalità "Heroes Battle", questi personaggi sono selezionabili posizionandosi su determinati personaggi e premendo il tasto "Select" nel momento della conferma.
- Armored Spider-Man

Personaggio Bonus esclusivo di questo gioco; è la versione "corazzata" di Spider-Man.
- Norimaro

Personaggio segreto disponibile solo nella versione giapponese del gioco: Norimaro è la caricatura del classico Otaku, persona maniacalmente desiderosa di Manga ed Anime. Il personaggio è stato creato e doppiato dal comico giapponese Noritake Kinashi.
- Dark Sakura

Come per Armored Spiderman, anche Dark Sakura è un personaggio segreto ed è la versione malvagia di Sakura, l'amica/discepola di Ryu.
- Shadow

Personaggio bonus, altri non è che la versione malvagia e robotica di Charlie Nash.
- U.S. Agent

Personaggio bonus, emulo (e a volte sostituto) di Capitan America.
- Mechanized Zangief

Personaggio segreto, è la versione robotica del wrestler russo Zangief: è più forte ma molto più lento, non si può parare ma subisce molti meno danni e inoltre non può essere fermato da nessun attacco.